# International Indian Film Academy Awards
Els International Indian Film Academy Awards (Premis de l'Acadèmia Internacional de Cinema de l'Índia), generalment anomenats IIFA Awards (Premis IIFA), són uns premis cinematogràfics presentats anualment per l'Acadèmia Internacional de Cinema de l'Índia per honorar l'excel·lència artística i tècnica dels professionals de Bollywood, la indústria del cinema en hindi. La cerimònia de lliurament dels premis, instituïda l'any 2000, es du a terme en diferents països d'arreu del món i és gestionada per Wizcraft International Entertainment Pvt Ltd, una de les agències de gestió d'esdeveniments d'entreteniment més importants de l'Índia.

## Cerimònies i millor pel·lícula
- 2000 - Londres, Regne Unit - millor pel·lícula: Hum Dil De Chuke Sanam
- 2001 - Sun City, Sud-àfrica - millor pel·lícula: Kaho Naa... Pyaar Hai
- 2002 - Genting Highlands, Malàisia - millor pel·lícula: Lagaan
- 2003 - Johannesburg, Sud-àfrica - millor pel·lícula: Devdas
- 2004 - Singapur - millor pel·lícula: Kal Ho Naa Ho
- 2005 - Amsterdam, Països Baixos - millor pel·lícula: Veer-Zaara
- 2006 - Dubai, Emirats Àrabs Units - millor pel·lícula: Black
- 2007 - Sheffield, Regne Unit[2] - millor pel·lícula: Rang De Basanti
- 2008 - Bangkok, Tailàndia - millor pel·lícula: Chak De! India
- 2009 - Macau, Xina - millor pel·lícula: Jodhaa Akbar
- 2010 - Colombo, Sri Lanka - millor pel·lícula: 3 Idiots
- 2011 - Toronto, Canadà[3] - millor pel·lícula: Dabangg
- 2012 - Singapur - millor pel·lícula: Zindagi Na Milegi Dobara
- 2013 - Macau - millor pel·lícula: Barfi!
- 2014 - Tampa, Estats Units - millor pel·lícula: Bhaag Milkha Bhaag
- 2015 - Kuala Lumpur, Malàisia - millor pel·lícula: Queen
- 2016 - Madrid, Espanya - millor pel·lícula: Bajrangi Bhaijaan[4]
- 2017 - East Rutherford, Nova Jersey, Estats Units - millor pel·lícula: Neerja